# 布蘭奇 (北卡羅萊納州)
布蘭奇（英語：Blanch）是位於美國北卡羅萊納州卡斯韋爾縣的非建制地區。

## 歷史
布蘭奇的郵局自1890年營運至今。

## 地理
布蘭奇所處的海拔為高於海平面118米（即387英呎），而該地所採用的時區為UTC-5，即北美东部时区（EST）。同時該地設有夏令時間，為UTC-5調快一小時，即UTC-4（EDT）。